# Cap Nunyamo
Le cap Nunyamo (ou Mys Nunymao, Mys Nuniamo ou Mys Nunyagmo ; en russe : Мыс Нунямо) est un cap russe situé à l'est de la péninsule Tchouktche (Sibérie extrême orientale). Il délimite l'entrée nord-est de la baie Saint Laurent et l'accès à la ville portuaire de Lavrentia.
Le cap Nunyamo est un point référence pour la navigation. Un phare est situé à son niveau.

## Géographie et environnement
Le cap Nunyamo est un cap à l'est de la péninsule Tchouktche,. Il constitue l'entrée nord-est de la baie Saint Laurent (au fond de laquelle se situe la localité Lavrentia).
Le cap est une zone vallonnée. Il est identifié par une colline d'environ 360 mètres de hauteur et au sommet arrondi. Un peu plus en retrait de la côte en direction du nord-est, un massif escarpé se développe pour culminer à 430 mètres. Le relief entraîne la formation de courants d'air rapides.
Le climat autour de la zone côtière du cap est une toundra polaire.

## Navigation et sécurité
Le cap Nunyamo est un point référence pour la navigation dans les eaux sibériennes.
Afin d'assurer la sécurité des bateaux croisant dans la zone, un phare se trouve au niveau du cap. Le phare est d'une hauteur d'environ 8 mètres et son signal est un flash de couleur blanche dont le plan focal est de 18 mètres.